# Maxus T60
La Maxus T60 è un pick-up prodotta dalla casa automobilistica cinese Shanghai Automotive Industry Corporation (SAIC) con il marchio Maxus a partire da novembre 2016.
La T60 è il primo pick-up prodotto dalla SAIC per il mercato sia cinese che estero ed è il primo pick-up cinese ad ottenere un punteggio di 5 stelle nei crash test ANCAP. La T60 ha debuttato al salone di Guangzhou 2016.